# Testament de viață
Testamentul de viață (living will sau testament biologic, declarație anticipată de tratament, directivă anticipată) este un document prin care persoanele în calitate de viitori pacienți își manifestă, anticipat dorința de a nu primi anumite tratamente, care ar avea scopul menținerii lor în viață. Este vorba de o declarație în care se specifică dorința sau refuzul unei persoane de a fi tratat, pentru momentul când nu va mai fi capabil de a lua astfel de decizii. Este practic un fel de planificare a îngrijirilor medicale, în mod anticipat, este vorba despre un fel de extindere în cadrul relației medic-pacient, în care rolul central îl are consimțământul informat și promovarea exercitării autonomiei pacientului. Testamentul de viață are ca fundament principiul de autonomie al pacientului, la fel ca și consimțământul informat, dreptul la autodeterminare a pacientului fiind o regulă fundamentală a practicii medicale a vremurilor actuale.